# منشأة علي مهنا
قرية منشأة على مهنا هي إحدى القرى التابعة لمركز كوم حمادة في محافظة البحيرة في جمهورية مصر العربية. حسب إحصاءات سنة 2006، بلغ إجمالي السكان في منشأة على مهنا 3653 نسمة، منهم 1840 رجل و1813 امرأة.